# Mitake-juku

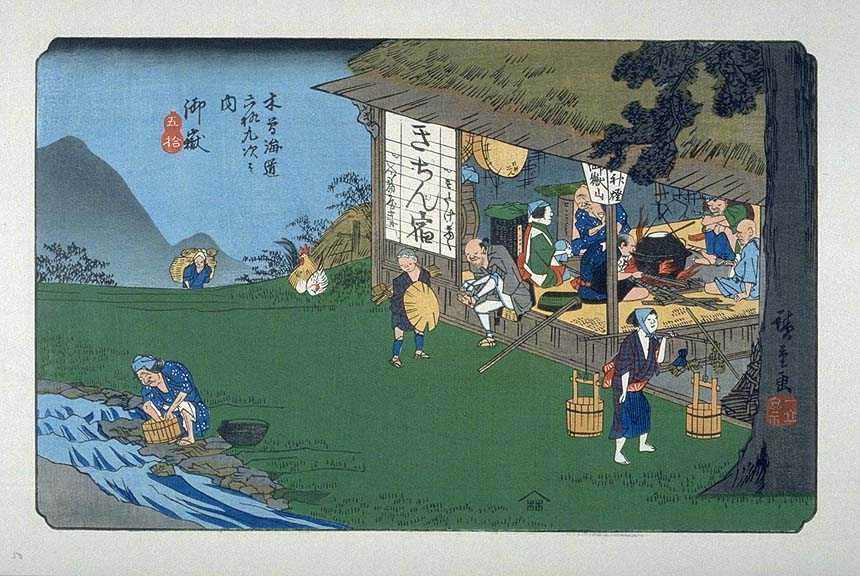
Mitake-juku, estampe de Hiroshige de la série Les Soixante-neuf Stations du Kiso Kaidō.

Mitake-juku (御嶽宿, Mitake-juku) était la quarante-neuvième des soixante-neuf stations du Nakasendō. Elle est située dans l'actuelle ville de Mitake, district d'Ena, préfecture de Gifu au Japon.

## Histoire
Mitake-juku était à l'origine une ville temple, située près du temple de Gankō-ji (願興寺). Cependant, quand le Nakasendō fut établi durant la période Edo, elle en devint une des stations originales. Les voyageurs arrivaient souvent directement à Mitake-juku pour éviter les cols difficiles près de Hosokute-juku.

## Stations voisines
Nakasendō
Hosokute-juku – Mitake-juku – Fushimi-juku